# Twenty Four Hours

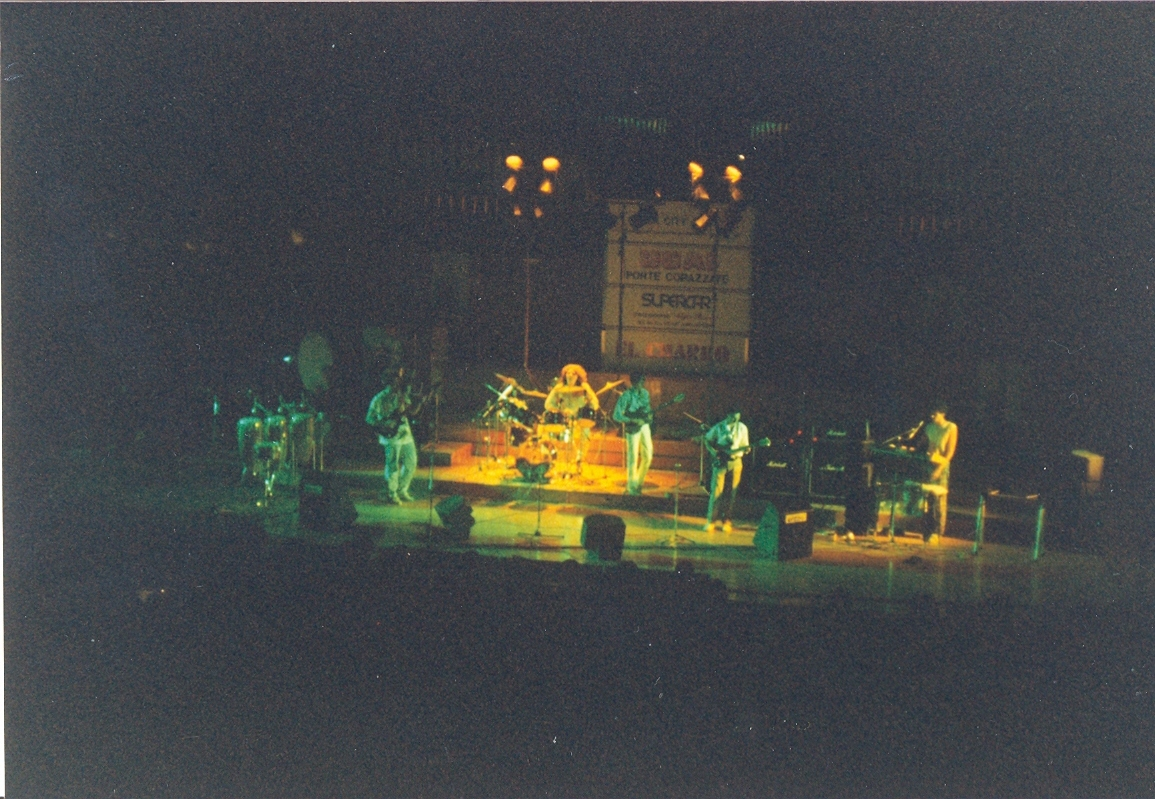
La prima formazione in concerto, l'8 giugno 1986, all'Auditorium Nino Rota del Conservatorio di Bari: da sinistra Michele Deflorio, Marco Lippe, Fabrizio Bobba, Roberto Aufiero, Paolo Lippe.

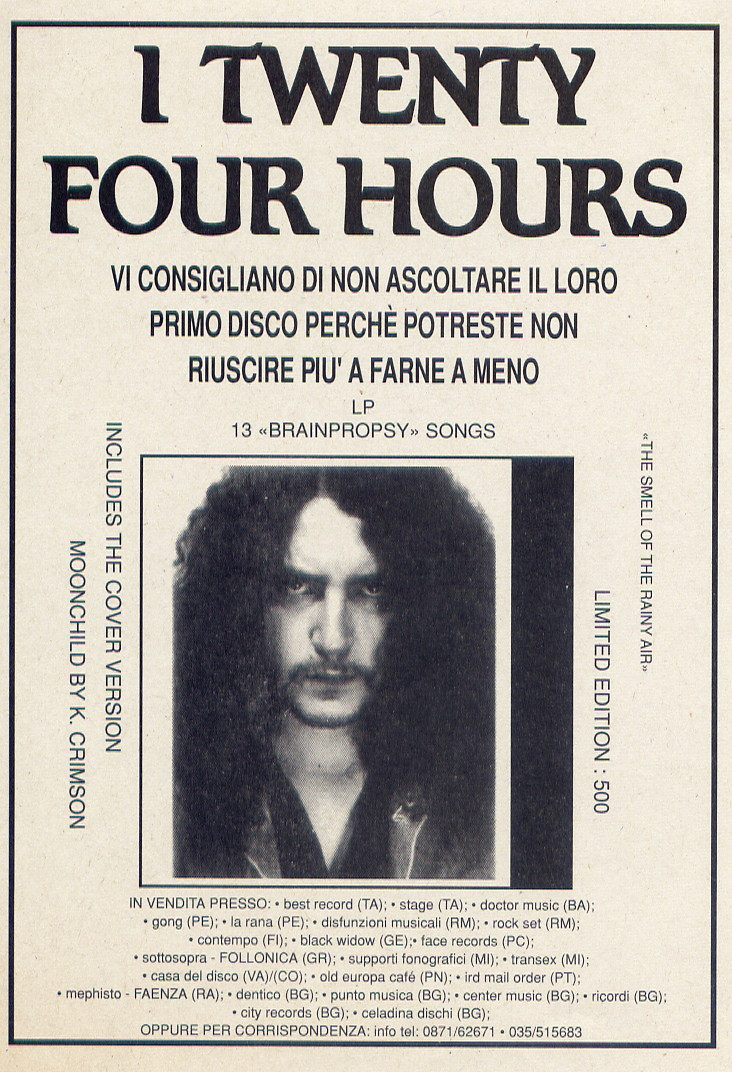
Manifesto pubblicitario del primo album The Smell of The Rainy Air.

Marco Lippe accanto al suo dipinto a olio che ha ispirato la cover del primo album The Smell of The Rainy Air.

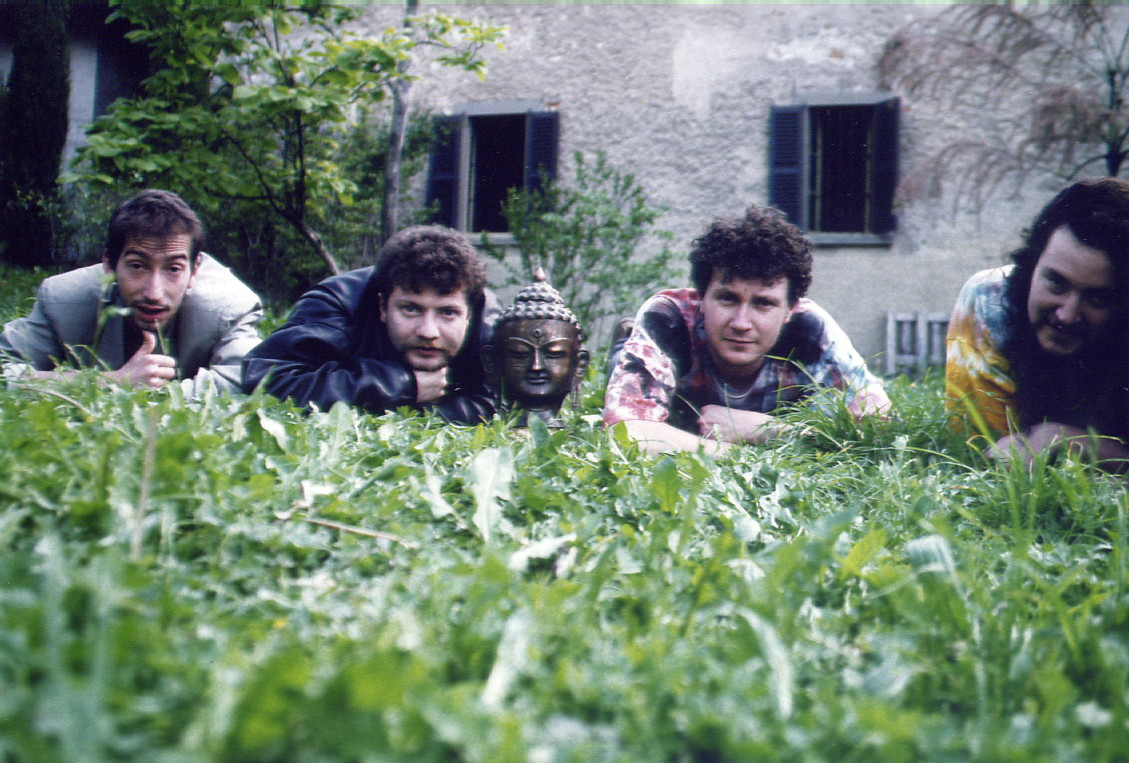
La band al completo durante una pausa dell'Intolerance Tour, Bergamo, 1994: da sinistra, Nico Colucci, Tonio Paparelli, Paolo e Marco Lippe.

I Twenty Four Hours sono un gruppo musicale italiano di rock progressivo con contaminazioni varie, di cui quella psichedelica rappresenta l'elemento predominante. Dopo il primo album The Smell of The Rainy Air, vinile autoprodotto su incoraggiamento di Nick Saloman/The Bevis Frond nel gennaio 1991 (pubblicato proprio il giorno dopo lo scoppio della prima guerra USA-Iraq), il gruppo ha acquisito una certa notorietà anche grazie all'accoglienza della critica musicale specializzata che segnalò all'epoca l'esordio della band tra le migliori uscite del 1991.
In seguito a questo, la band fu scritturata nel 1992 dalla Mellow Records di Sanremo, etichetta specializzata in Progressive Rock, e successivamente dalla casa discografica francese Musea. La Mellow pubblicò nel 1994 il secondo album della band Intolerance e ristampò in CD The Smell Of The Rainy Air, mentre la Musea pubblicò, nel 1999, il terzo album Oval Dreams che è anche quello che ha raggiunto la maggiore diffusione. La band ha anche partecipato ad alcune compilation di rock progressivo e ha pubblicato con licenza Creative Commons una raccolta di brani inediti registrati prima della pubblicazione del primo album ufficiale, intitolata Before and After The Boundary. Dopo un lungo periodo di inattività che ha fatto seguito all'uscita del quarto album The Sleepseller del 2004, la band è tornata a riunirsi dall'agosto 2014 per comporre, arrangiare e registrare i brani degli ultimi album Left-To-Live del 2016, Close - Lamb - White - Walls del 2018, Ladybirds del 2022. Nel 2023 è prevista l'uscita di un nuovissimo album in vinile che sarà intitolato Rubbish, finanziato da una campagna di crowdfunding.

## Storia del gruppo

### Primi concerti e esordio discografico:The Smell of The Rainy Air
Del primo nucleo della band fanno parte Roberto Aufiero e Fabrizio Bobba alle chitarre, Michele Deflorio al basso, Marco Lippe alla batteria e Paolo Lippe alla voce e sintetizzatori. Il progetto prende forma a Bari nel Natale del 1985 in epoca scolare pre-universitaria. Con questa formazione i Twenty Four Hours suonano in numerosi locali baresi registrando tutti i concerti in presa diretta.
Anche tutte le prove del gruppo vengono registrate in presa diretta con un mixer Roland a otto canali ed un registratore analogico, per lo più a cassette, ma talora a bobine. L'abitudine della band di registrare sempre tutto quello che si suonava, indipendentemente dal fatto che fossero prove, improvvisazioni, arrangiamenti o vere e proprie sedute di registrazione ha generato un'infinità di nastri analogici con centinaia di "take" di brani finiti, di spezzoni e più raramente di cover. Sono di quegli anni, un brano che la band dedica al leader e cantante dei Joy Division Ian Curtis intitolato "Dedicated to Ian", disponibile su Bandcamp nella raccolta "Archive Recording - 1986, The Dawn" e una cover di Us and Them dei Pink Floyd, mai pubblicata.
Nel 1987 il primo nucleo della band si smembra per contrasti legati soprattutto ad impegni universitari che rendono sempre più difficoltosi gli incontri per le prove. Il batterista Marco Lippe, il più attivo dell'ensemble in virtù dei suoi successivi numerosi progetti musicali (Hide and Seek, Nirnaeth) e delle collaborazioni (Nirnaeth Space Lab, Locus, Christoper Lenox-Smith (Seaweed) degli Ozric Tentacles), conosce all'Accademia di Belle Arti di Bari Nico Colucci, estroso appassionato di pittura, grafica e musica. Questi lo introduce ad un ambiente giovanile differente ove conosce Antonio Paparelli, chitarrista di impostazione dark-wave. Si formano così gli "Edain Danse" con Antonio Paparelli alla chitarra, Nico Colucci al basso e Marco Lippe alla batteria. Questa nuova band si ispira chiaramente ai Joy Division, ai Cure e ai Danse Society (di qui il nome) e inizia a comporre un gran numero di brani che verranno presentati al pubblico barese del Re Artù e del Pellicano nei due unici concerti della formazione.
Nonostante il favore incontrato dalla nuova formazione ed in chiara controtendenza rispetto al "trend" musicale dell'epoca, il progetto "Twenty Four Hours" rimane prioritario nei desideri dei due membri superstiti della band, i fratelli Lippe. Il progetto Edain Danse viene accantonato e nel luglio del 1987 i nuovi Twenty Four Hours (Edain Danse più Paolo Lippe) compongono il loro primo brano, The Bastards, una lunga ballata psichedelica con chiari riferimenti ai Pink Floyd. Questo lungo brano costituirà, fino agli ultimi concerti del 1994, il pezzo di chiusura di tutte le esibizioni live della band e verrà incluso proprio nell'album di maggior successo, Oval Dreams pubblicato da Musea nel 1999.
Entro la fine del 1989 il cantante-tastierista Paolo Lippe ha già programmato un trasferimento all'Università di Chieti ove ha intenzione di proseguire gli studi ma fa in tempo comunque a partecipare alla produzione del nuovo demo-tape Trip of Rains che riscuote un maggiore interesse da parte delle emittenti locali che iniziano a trasmetterlo per radio. In particolare, il brano What's on My Back? sembra essere il preferito dalle radio baresi che iniziano a trasmetterlo con una discreta frequenza. Tutti i sei brani del nuovo demo-tape faranno parte del primo LP della band, The Smell of the Rainy Air, che esce autoprodotto due anni dopo a causa delle difficoltà legate alla lontananza dei membri del gruppo che, dal 1991 in poi vivranno costantemente in tre diverse città d'Italia. Anche Marco Lippe lascia Bari, tornando a vivere a Bergamo, sua città natale. The Smell of the Rainy Air viene, per questo motivo, registrato e mixato fra Bari, Francavilla al Mare e Chieti. L'LP vende in pochi mesi tutte le 500 copie "limitate" prodotte e viene recensito positivamente dalle riviste musicali Rockerilla, Urlo e Ciao 2001 ed inserito fra gli esordi più interessanti del 1991 nel Reader's Poll di Rockerilla al nº 17

### L'incontro con Musea eOval Dreams
Grazie al piccolo successo di The Smell of the Rainy Air la band riesce ad ottenere due audizioni, la prima con Bernard Gueffier della Musea (che non va a buon fine a causa del genere "troppo poco progressivo" del primo album) e la seconda con Mauro Moroni, collezionista di dischi e patron della Mellow Records, la principale etichetta italiana di progressive. Moroni apprezza il sound "non convenzionale" del gruppo e propone subito un contratto discografico per la pubblicazione del secondo album Intolerance che vedrà la luce nel marzo del 1994. La recensione di Intolerance apparsa su Rockerilla a firma di Beppe Riva ne parla come di un "disco di assoluta priorità da confrontare vantaggiosamente con il meglio della produzione progressive internazionale". La Mellow ristamperà anche The Smell of The Rainy Air su CD, ma entrambi i prodotti soffriranno di gravi carenze di distribuzione e pubblicità, rivelandosi autentici "flop" commerciali.
Per questo motivo nel 1998 la band si mette alla ricerca di un nuovo contratto discografico o di una collaborazione. Quando ormai sembra deciso che il nuovo album, che è già pronto da un anno, debba essere pubblicato come autoproduzione, il gruppo prova a riproporsi alla Musea, soprattutto perché Oval Dreams, questo il titolo del nuovo lavoro, è molto più progressive dei precedenti.
Bernard Gueffier e Alain Robert, dopo aver ascoltato il demo del CD si dichiarano molto interessati alla produzione di Oval Dreams che pertanto esce, nel giro di pochi mesi per l'etichetta francese (marzo 1999). Per la band si tratta di un salto di qualità notevole, distribuzione e pubblicità sono capillari ed efficienti ed il nuovo disco vende più dell'atteso, superando di gran lunga la somma dei tre dischi pubblicati fino ad allora. La critica italiana (Rockerilla e Mucchio Selvaggio soprattutto) apprezzano molto il nuovo lavoro della band e per la prima volta, oltre alle rispettive recensioni, entrambe molto positive, le due testate dedicano un intero articolo ai Twenty Four Hours e alla loro musica.
Nel 2009 Oval Dreams viene ristampato dall'etichetta Russa MALS e nei primi mesi del 2010 diviene disponibile per l'acquisto in formato liquido su iTunes. Il 29 ottobre del 2010 la band si riunisce dopo 16 anni dall'ultimo tour (1994) e a 21 anni dall'ultimo concerto pugliese (1989) proprio a Bari, città natale, in occasione di un concerto commemorativo per la improvvisa morte di un amico proprietario di un negozio di vinili a Londra, Sandro Mariani.
L'album Oval Dreams è stato ristampato nel settembre 2012 in vinile "audiophile" dall'etichetta discografica italiana Velut Luna e su CD allegato alla rivista HI-FI "Audiophile Sound". Il materiale dell'album è stato completamente rimixato dalle bobine originali e masterizzato in analogico su registratore Studer A816. L'album è stato presentato in anteprima al Top Audio 2012, l'ultima edizione della più importante manifestazione italiana di audio e video a Milano.

### The Sleepseller
All'uscita di Oval Dreams seguirà un periodo di pausa di due anni, fino all'estate del 2001 quando tre dei componenti si riuniranno a Fano, residenza del tastierista Paolo Lippe, orfani del bassista Nico Colucci, per preparare il nuovo album The Sleepseller (letteralmente: il venditore di sonno). I brani composti dai tre risentono fortemente delle atmosfere soffuse e dilatate degli ascolti di quel periodo (Kid A e Amnesiac dei Radiohead in testa, ma anche Brian Eno, Peter Schwalm e Massive Attack). Ne risulta un album differente dai precedenti, molto elettronico e sperimentale, le cui caratteristiche vengono descritte fedelmente nelle due principali recensioni italiane (Enrico Ramunni su Rockerilla e Federico Guglielmi su Mucchio Selvaggio). L'album viene autoprodotto, mentre la distribuzione è affidata alla Musea che non se la sente di rinnovare il contratto di produzione alla band. The Sleepseller viene pubblicato nel giugno 2004 ma riesce a vendere meno della metà del suo predecessore.
Nel giugno 2018 la rivista HI-FI Audiophile Sound di Pierre Bolduc, ha pubblicato come CD allegato, una versione completamente riscritta, rieditata e rimixata da Paolo Lippe e Paolo Sorcinelli (l'attuale bassista del gruppo) del 4º album della band The Sleepseller, con due brani inediti ed una nuova versione di Evidence con mellotron, metallofoni e chitarra elettrica. Il mastering è stato affidato a Marco Lincetto di Velut Luna.

### 2014: la rinascita eLeft-To-Live
Dopo l'uscita della ristampa "audiophile" dell'LP di Oval Dreams, la band annuncia già nel settembre 2013 l'intenzione di riunirsi per la composizione e la registrazione di nuovo materiale. La "reunion" viene confermata a marzo 2014 e avviene nell'agosto successivo, nel medesimo trullo di San Marco di Locorotondo ove nacquero i germogli di Oval Dreams. La formazione comprende Marco Lippe alla batteria, Antonio Paparelli alle chitarre, e Paolo Lippe alle tastiere, basso e voce, mentre contrariamente alle intenzioni, lo storico primo bassista Michele Deflorio partecipa solo ad un brano (That Old House). La band si è riunita durante il periodo pasquale del 2015 a Preganziol e ha registrato le basi di batteria, basso, chitarra e piano-tastiere, mentre nei primi di luglio, sono state registrate tutte le voci ed è stato concluso l'editing. Tutte queste fasi, compreso il missaggio finale che è avvenuto dal 21 al 31 luglio, sono state effettuate presso la Magister Recording Area di Andrea Valfrè, produttore fra l'altro di Orme, Finardi, Lùnapop, Rettore ecc. Il mastering è stato curato in dominio analogico da Marco Lincetto di Velut Luna ad agosto 2015. Michele Deflorio non ha partecipato alle session. Il nuovo bassista dei Twenty Four Hours è Paolo Sorcinelli, musicista professionista di Fano, amico di Paolo Lippe.
Nell'aprile 2016 Musea ha pubblicato il quinto album ufficiale della band, intitolato Left-To-Live (una meditazione sui delitti perfetti passati e presenti). È un concept-album e contiene 12 canzoni. L'anteprima video del secondo brano del disco Sister Never Born ispirato al romanzo Voglio vivere una volta sola di Francesco Carofiglio è stata pubblicata nel mese di settembre 2015 su YouTube e trasmessa in radio da Malcolm Dome e Tina Saul su Total Rock. È nella top-six dei migliori brani su Teamrock.com insieme a Steven Wilson e Steve Hackett. Il secondo video uscito in anteprima la vigilia di Natale 2015 è invece relativo al terzo brano del nuovo album ed è intitolato That Old house, mentre a Pasqua 2016 ha visto la luce il videoclip del primo brano dell'album Soccer Killer, dedicato ai 13 bambini giustiziati dagli jihadisti dell'ISIS il 12 gennaio 2015 a Mossul in Iraq per aver guardato una partita di calcio in televisione.

### La collaborazione con i Tuxedomoon e il doppio albumClose - Lamb - White - Walls
Alla lavorazione del sesto album Close - Lamb - White - Walls, uscito a ottobre 2018, hanno collaborato i membri fondatori dei Tuxedomoon Blaine L. Reininger e Steven Brown. Reininger suona il violino e canta, mentre Brown suona il sax rispettivamente nei brani Intertwined e All The World Needs is Love. Sono state inoltre incluse nell'album due cover del brano dei Tuxedomoon What Use? in versione elettronica e acustica.

### Reperibilità degli album e dei file ad alta definizione
La band ha sempre riservato particolare attenzione alla qualità delle registrazioni e prediletto i supporti fisici per i propri album (CD e vinili) che sono acquistabili online e in molti negozi specializzati, tuttavia dal 2008 i primi quattro album e la già citata raccolta Before and After The Boundary sono stati resi disponibili per il download legale e gratuito dalla piattaforma Jamendo e ancora prima su Vitaminic, oggi dismessa. Attualmente tutte le pubblicazioni dei Twenty Four Hours sono anche disponibili sulle piattaforme di streaming e download come Spotify, iTunes, Google Play, Tidal e similari, ma per il futuro è intenzione dei membri di prediligere Bandcamp e eventuali ulteriori siti che permettano l'ascolto gratuito e il download di file ad alta definizione in modo tale che l'ascoltatore possa usufruire del vero e proprio master, senza perdita di alcuna informazione sonora e pertanto con il massimo livello di qualità possibile. Quest'opzione è recente ed è resa possibile dalla diffusione delle connessioni internet a banda larga, dall'incremento dimensionale dei supporti di archiviazione e dai servizi cloud.

### L'albumLadybirdse il periodo post-pandemico
Come tutti i musicisti e i relativi ensemble, durante i due lunghi anni dell'emergenza coronavirus i Twenty Four Hours hanno interagito a distanza per comporre e arrangiare nuovo materiale; il periodo è stato molto prolifico, con la stesura di una quarantina di nuovi brani dei quali una quindicina circa arrangiati, registrati e completati. Durante i vari lockdown hanno visto la luce singoli come "A i u t ò l a", il primo brano in assoluto cantato in italiano dedicato allo zio dei fratelli Lippe deceduto per covid durante la prima crisi, "Holistic Love", incentrato sul delicatissimo tema dell'eutanasia e "Unexpected Results", il singolo di lancio del nuovo album Ladybirds che è uscito il 30 Settembre 2022. Le fasi di composizione, arrangiamento, mixing e mastering sono durate circa un anno dopo che la band è riuscita a riunirsi a Fano in studio (Studio Sette, Rosciano di Fano) per le registrazioni, nel mese di Agosto del 2021, quando la morsa del virus si è alleviata, fino al Luglio dell'anno successivo quando sono state completate le fasi di registrazione delle voci, chitarre aggiuntive e sax ed è stato concluso il mixing/mastering. Le due novità più importanti sono state appunto l'esordio del sassofonista Ruggero Condò e il cantato in italiano in 4 pezzi. Lo storico Produttore della Band Andrea Valfrè ha mixato in dominio analogico proprio il singolo "Unexpected Results", uscito anche in video su YouTube, mentre tutti gli altri brani sono stati mixati in digitale da Paolo Lippe con la collaborazione di Fabio Serra dei Røsenkreütz e Dario Ravelli, Produttore dei Pinguini Tattici Nucleari. L'album è stato prodotto dall'etichetta italiana Andromeda Relix ed è disponibile in Compact Disc (distribuito da Audioglobe) e in formato "liquido" su tutte le piattaforme di download e streaming digitale.

### La reunion del 2023, il crowdfunding, l'album "RUBBISH" e il ritorno al vinile
Nell'Agosto 2023 i Twenty Four Hours si sono riuniti ancora una volta a Fano, nel medesimo Studio Sette dove era stato registrato Ladybirds con la volontà di suonare per divertirsi, senza alcuna velleità di produzione discografica; in tale occasione la band ha avuto la preziosa occasione di ritrovarsi dopo decenni grazie alla presenza di molti dei membri storici tra cui Gìo Lombardi, rientrato in Italia dopo ben 28 anni di attività negli USA, a Los Angeles. È stata la prima volta invece per Ruggero Condò, dal 2021 talentuoso sassofonista della Band, assieme a tutta la line-up storica con la quale sono stati registrati ben tre pezzi in presa diretta in un'unica session di musica totalmente improvvisata nel corso della quale i Twenty Four Hours sono riusciti a "portarsi a casa" due cover di brani psichedelici (Careful with that axe Eugene dei Pink Floyd e 59 to 1 dei Tuxedomoon). Tali brani hanno visto la luce il 1º Marzo 2024 con "RUBBISH", il vinile che la Band ha autofinanziato con una campagna di crowdfunding.

## Formazione
- Marco Lippe (Bergamo, 2 marzo 1966) - batteria, voce
- Paolo Lippe (Bergamo, 29 aprile 1964) - voce, tastiere
- Antonio Paparelli (Bari, 30 settembre 1964) - chitarra solista
- Paolo Sorcinelli (San Gallo, 5 luglio 1969) - basso
- Elena Lippe (Bergamo, 16 gennaio 1972) - testi, voce e cori - (Unitasi alla band con la riunione del 2014 in occasione della registrazione dei nuovi brani)
- Ruggero Condò (Roma, 6 luglio 1963) - Sassofoni - (Unitosi alla band nel 2021 per l'album Ladybirds)
- Gìo Lombardi (Pescara, 13 ottobre 1965) - chitarra solista - (Assolo su Twenty-Four-Pink-Hot-Tentacles in Oval Dreams e su The Big Sleep in Left-To-Live, alcune partecipazioni in qualità di basso e chitarra in esibizioni live); rientrato nella line-up dal 2023 con l'ultimo album in LP.

### Membri precedenti ed associati

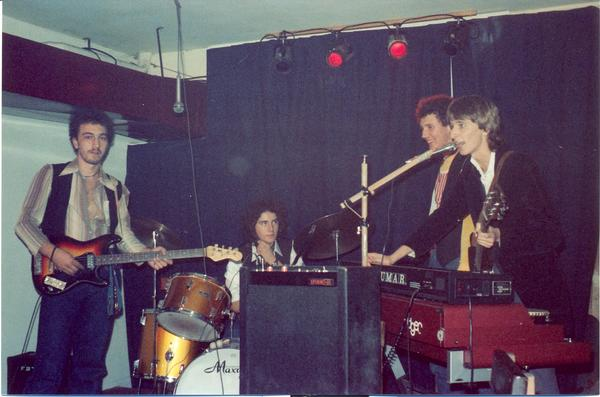
La band nel 1982 (allora Onyx Marker), da sinistra: Michele Deflorio, Marco Lippe, Paolo Lippe e Fabrizio Bobba (Re Artù, Bari)

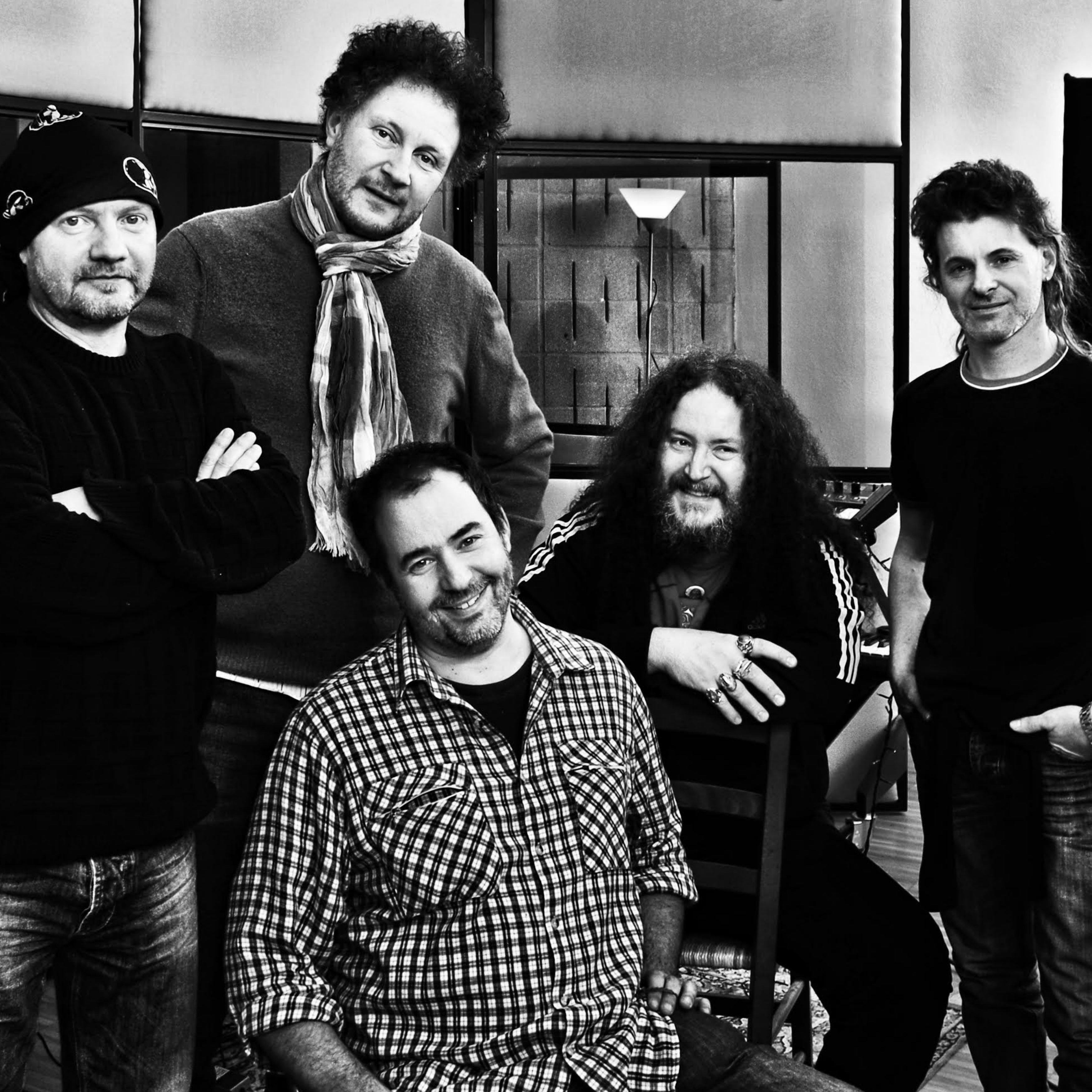
La formazione attuale fotografata nell'aprile 2015 al Magister Recording Area di Preganziol durante le registrazioni: da sinistra, Antonio Paparelli, Paolo Lippe, Andrea Valfrè (Produttore) Marco Lippe, Paolo Sorcinelli

- Nico Colucci (Bari, 7 gennaio 1963 - Bari 17 giugno 2023) - basso
- Roberto Aufiero (Bari, 21 febbraio 1963) - chitarra ritmica - (1986, The Dawn - Demo-Tape, Before and After The Boundary - CD Compilation, The Twenty Four Hours in Concert - Unofficial CD Compilation)
- Fabrizio Bobba (Napoli, 14 aprile 1963) - chitarra solista - (1986, The Dawn - Demo-Tape, Before and After The Boundary - CD Compilation, The Twenty Four Hours in Concert - Unofficial CD Compilation)
- Michele Deflorio (Bari, 7 maggio 1964) - basso - (1986, The Dawn - Demo-Tape, Before and After The Boundary - CD Compilation, The Twenty Four Hours in Concert - Unofficial CD Compilation, percussioni su Twenty-Four-Pink-Hot-Tentacles in Oval Dreams)
- Rudy Modenese - basso - (Una partecipazione in qualità di basso ad un concerto del 1993 a Riva Del Garda)
- Sebiano Laselva (Bari, 29 agosto 1966) - voce e flicorno - (partecipazione in qualità di voce su The Drumming Dream e flicornista nelle prime composizioni della band)

### Cronologia della formazione
(*) associati

## Discografia

### Album

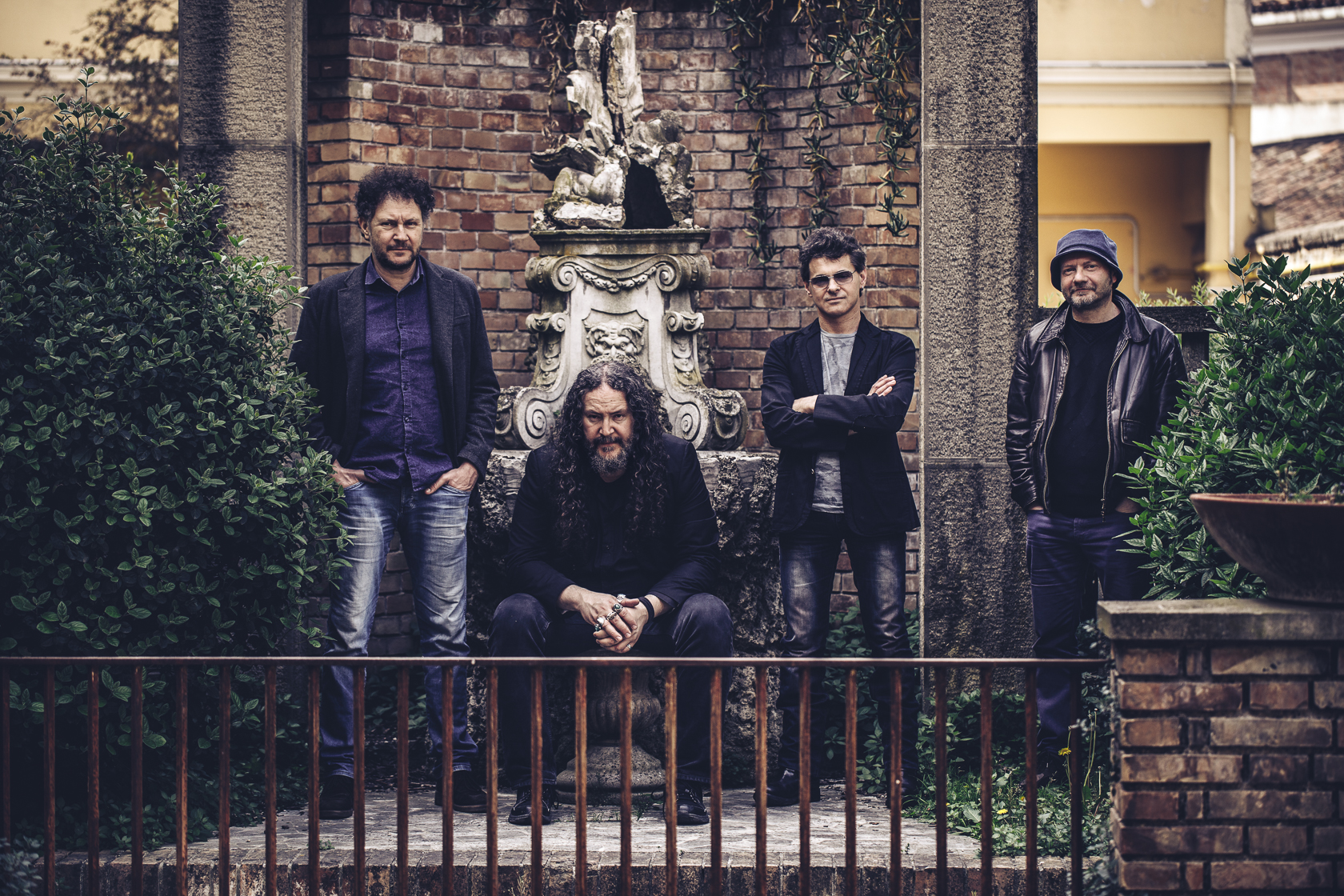
Copertina del doppio album Close - Lamb - White - Walls, pubblicato nell'Ottobre 2018 da Velut Luna e Musea

- Copertina del doppio album Close - Lamb - White - Walls, pubblicato nell'Ottobre 2018 da Velut Luna e Musea1991 - The Smell of the Rainy Air (Twenty Four Hours Music - autoprodotto)
- 1994 - Intolerance (Mellow Records)
- 1999 - Oval Dreams (Musea), riedito nel 2012 da Velut Luna (Audiophile Remixed Edition)
- 2004 - The Sleepseller (Twenty Four Hours Music-Musea)
- 2008 - Before and After the Boundary (Creative Commons- Jamendo)
- 2016 - Left-To-Live (Musea)
- 2018 - Close - Lamb - White - Walls (Musea/Velut Luna)
- 2022 - Ladybirds (Andromeda Relix)
- 2024 - RUBBISH (Twenty Four Hours Music - autoprodotto)

### Compilation
- 1991 - Movimenti italiani '91 (LP autoprodotto da Piero Boccuzzi), con il brano Tetrafase
- 1995 - Eyewitness a Tribute to Vdgg (doppio CD Mellow Records), con il brano Darkness 11/11
- 2005 - Progressive Rock Covers (CD Musea), con il brano Darkness 11/11

### Demo
- 1986 - 1986, The Dawn
- 1987 - Open Twenty Four Hours
- 1988 - Elephant Killer
- 1989 - Trip of Rains